# Dušan Jurkovič

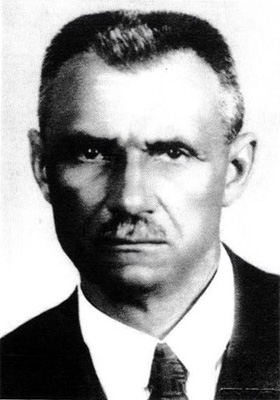
Dušan Jurkovič

Dušan Jurkovič (* 23. August 1868 in Turá Lúka bei Myjava, Königreich Ungarn, Österreich-Ungarn; † 21. Dezember 1947 in Bratislava, Tschechoslowakei) war ein slowakischer Architekt.

## Leben
Dušan Jurkovič besuchte die evangelische Schule in Brezová, anschließend die ungarische städtische Schule in Šamorín und das Gymnasium in Sopron. Von 1884 bis 1889 studierte er Architektur an der Staatsgewerbeschule in Wien bei Professor Rudolf Feldscharek.
Dušan Jurkovič wurde vor allem durch Bauten bekannt, bei denen er Elemente des Jugendstils mit der walachischen Volksarchitektur verband. Schon während des Studiums arbeitete er in Vsetín mit dem Architekten Michal Urbánek zusammen, mit dem er 1891 die Landesausstellung für Volkskunst in Prag besuchte. Ab 1892 widmete er sich dem Studium der walachischen Holzarchitektur und entwarf ein walachisches Dorf für die Volkskunst-Ausstellung 1895 in Prag, wo er auch Mikoláš Aleš kennenlernte. 1899 machte er sich als Architekt in Brünn selbständig. 1903 heiratete er die Industriellentochter Božena Bartelmus (1883–1965). Das Paar hatte drei Söhne.
Nach der Gründung der Tschechoslowakei ließ er sich 1920 in Bratislava nieder. 1929 wurde er zum ordentlichen Mitglied der Tschechischen Akademie für Wissenschaft und Kunst ernannt; die Comenius-Universität verlieh ihm 1938 das Ehrendoktorat.

## Werke

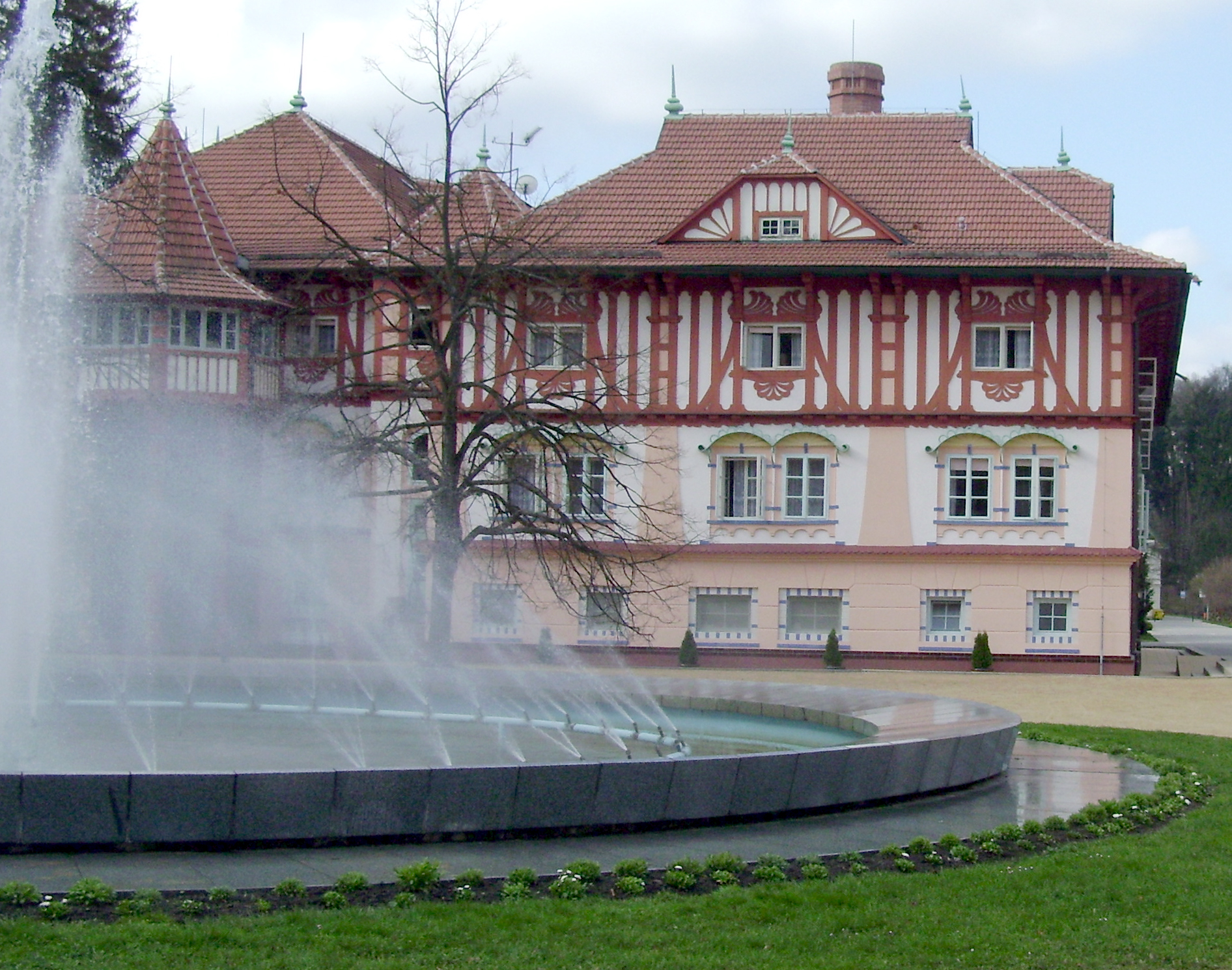
Jurkovičův dům - Von Jurkovič entworfenes Hotel im Kurpark von Luhačovice

- Pustevny: Maměnka und Libušín, zwei Berghütten im Stil der walachischen Volksarchitektur, die nach Entwürfen von Mikoláš Aleš ausgestattet wurden (1897–1899)
- Bad Luhatschowitz: Rekonstruktion bestehender und Pläne für neue Kurhäuser (1902–1930)
- Brünn: Bau des eigenen Familienhauses (1906)
- Brünn: Mietshaus in der Dvořákova 10 (1908)
- Hostýn Bezirk Kremsier: Kreuzweg
- Zbraslav: Umbau des Schlosses Zbraslav (1911–1912) für Cyril Bartoň-Dobenín
- Krakau: Pläne für die Gestaltung von Soldatenfriedhöfen (1916–1918)
- Kremnička, Bezirk Banská Bystrica: Mahnmal für die Opfer des slowakischen Nationalaufstands
- Náchod: Jirásek-Baude mit Aussichtsturm (1914)
- Nové Město nad Metují: Rekonstruktion des Schlosses, Modernisierung der Wohnräume und Anlage der Schlossterrassen mit Holzbrücke für den Textilindustriellen Josef Bartoň-Dobenín (1838–1920)
- Peklo bei Nové Město nad Metují: Umbau einer Mühle zum Ausflugslokal Bartoňova útulna Peklo („Bartoňs gemütliche Hölle“)
- Bratislava: Bau des Familienhauses (1923)
- Brezová pod Bradlom: Grabmal von Milan Rastislav Štefánik (1927–1928)
- Rezek bei Nové Město nad Metují: Pläne für eine Landvilla für die Industriellenfamilie Bartelmus (1900)
- Skalica, Kulturhaus Spolkovy dom (1905)
- Rožnov pod Radhoštěm: Aussichtsturm (entworfen 1896, ursprünglich für Brňov bei Vsetín, aber erst 2012 postum am jetzigen Standort realisiert)

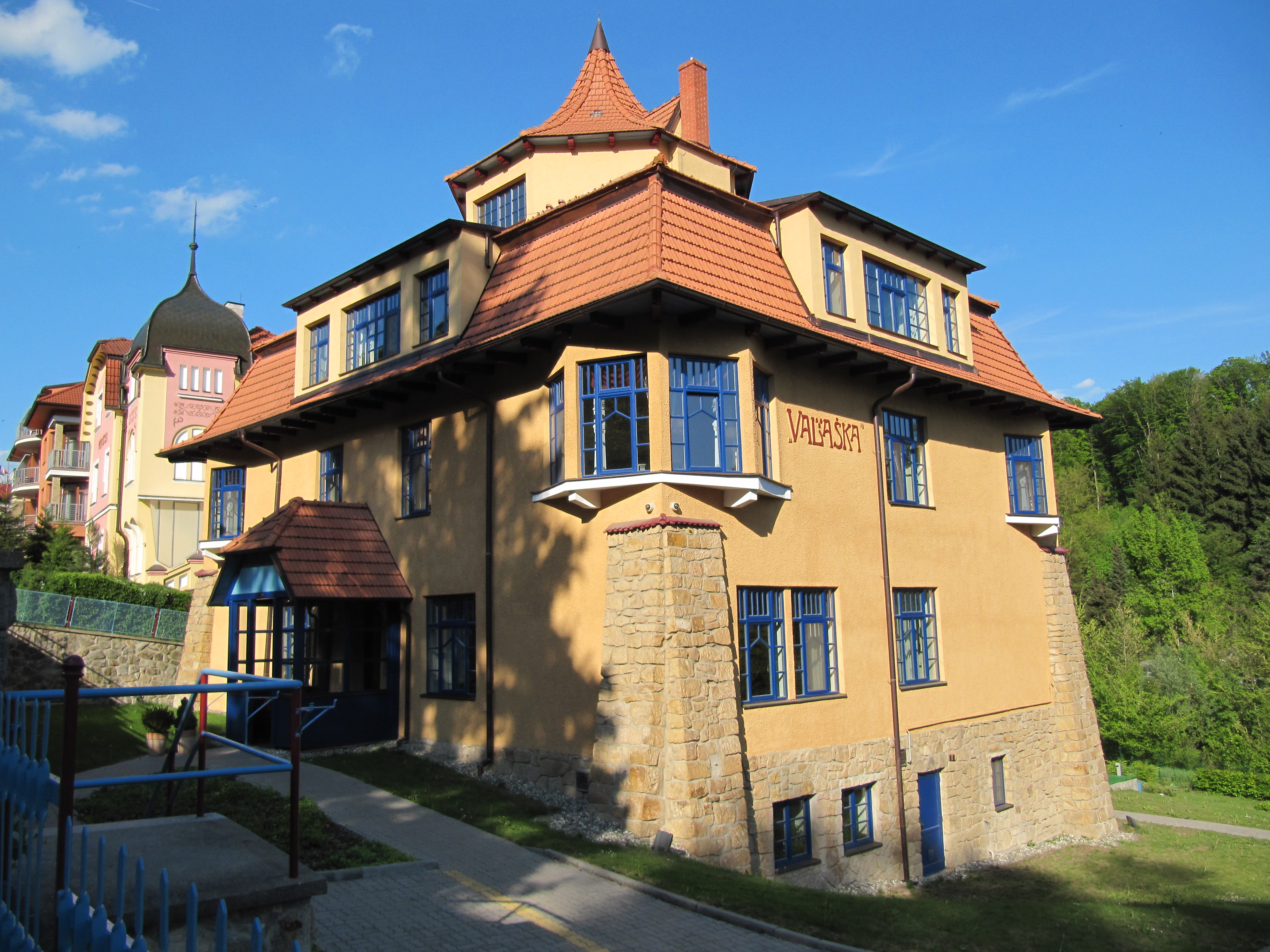
Luhačovice - Valaška
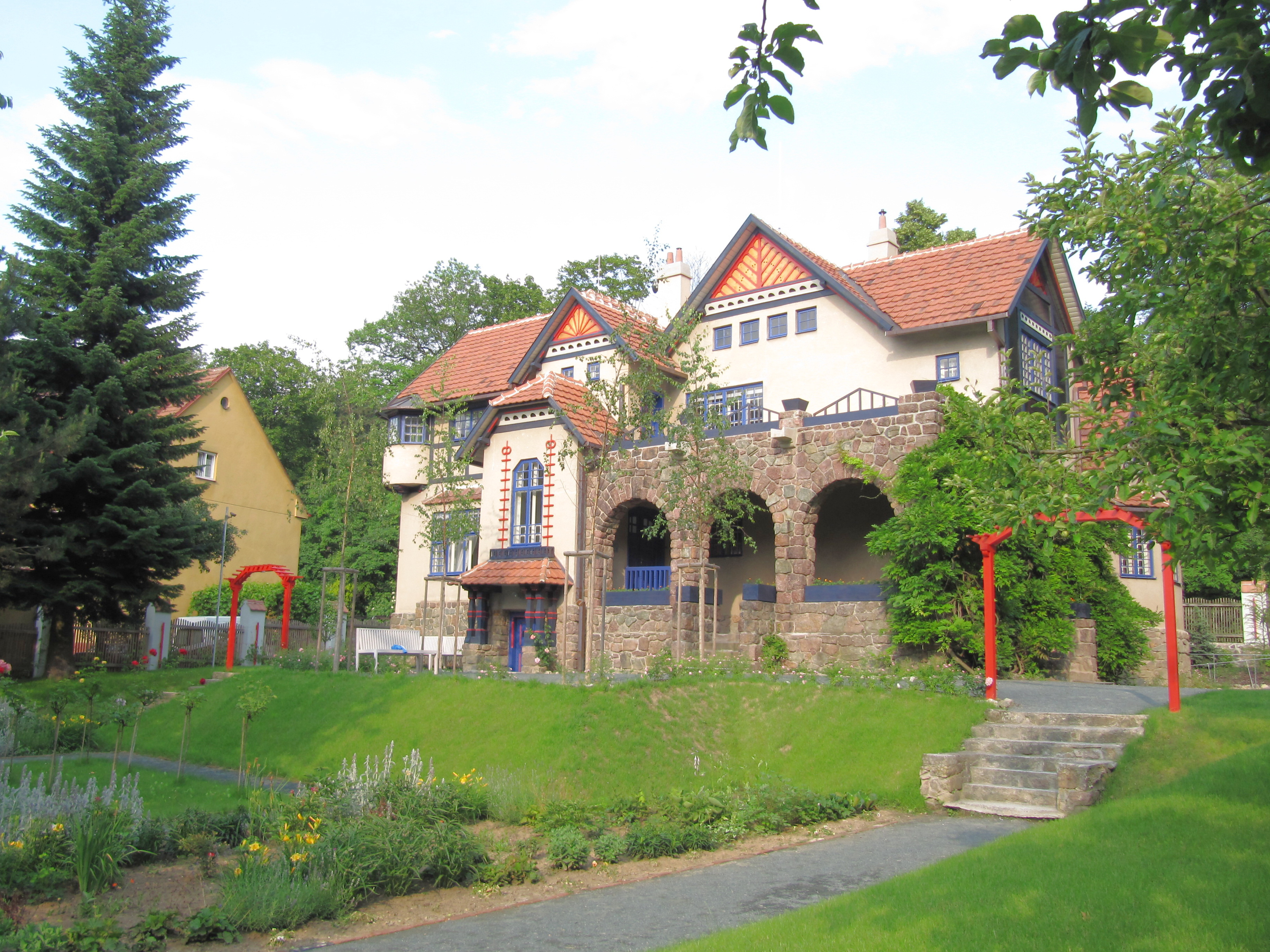
Brno - Jurkovič Villa
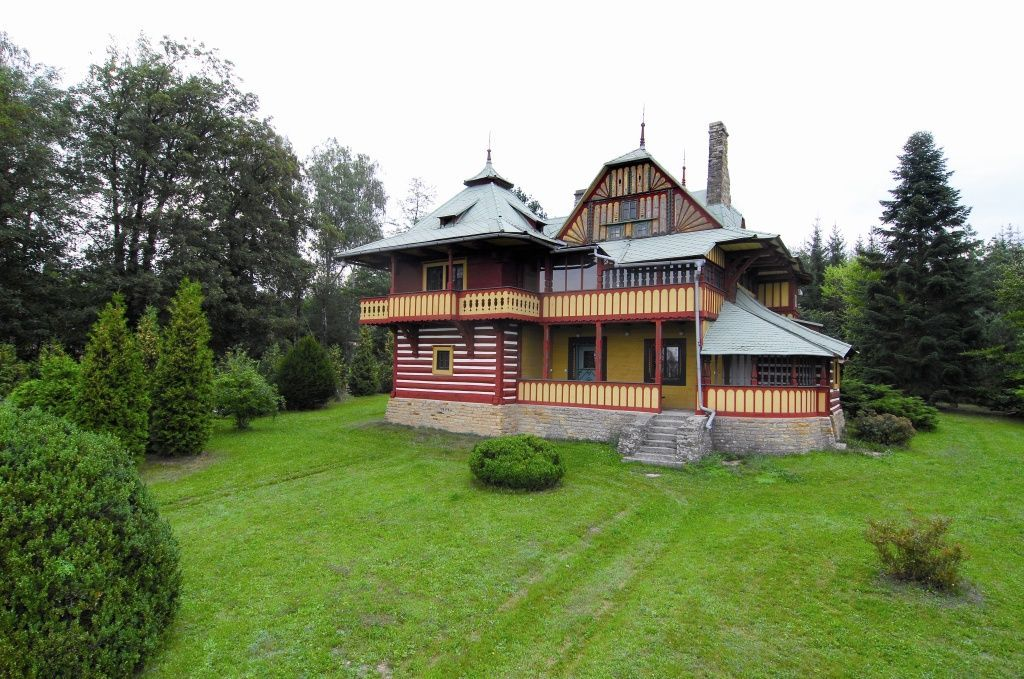
Rezek - Bartelmus Villa
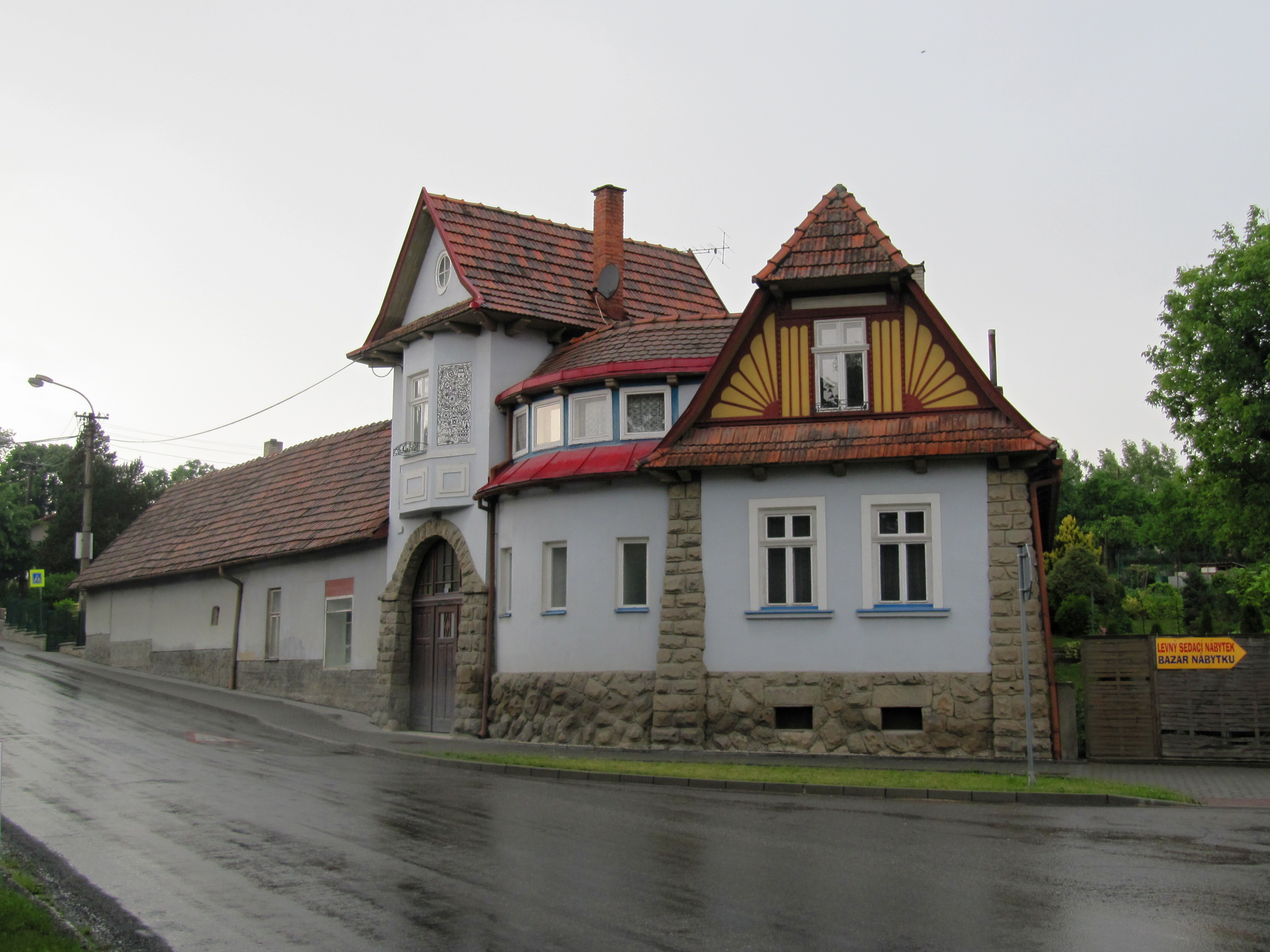
Lukov - Villa
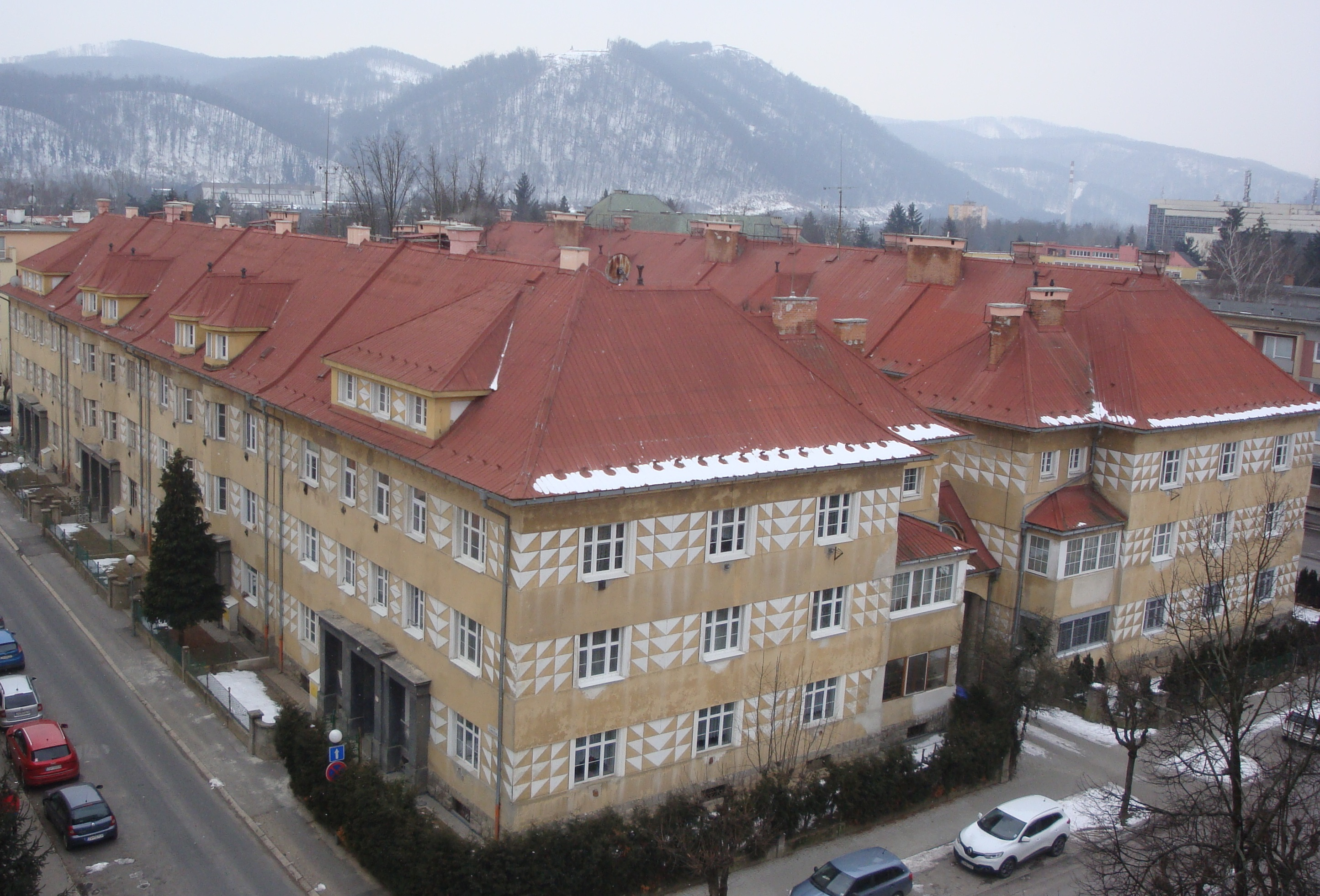
Zvolen - Wohngebäude
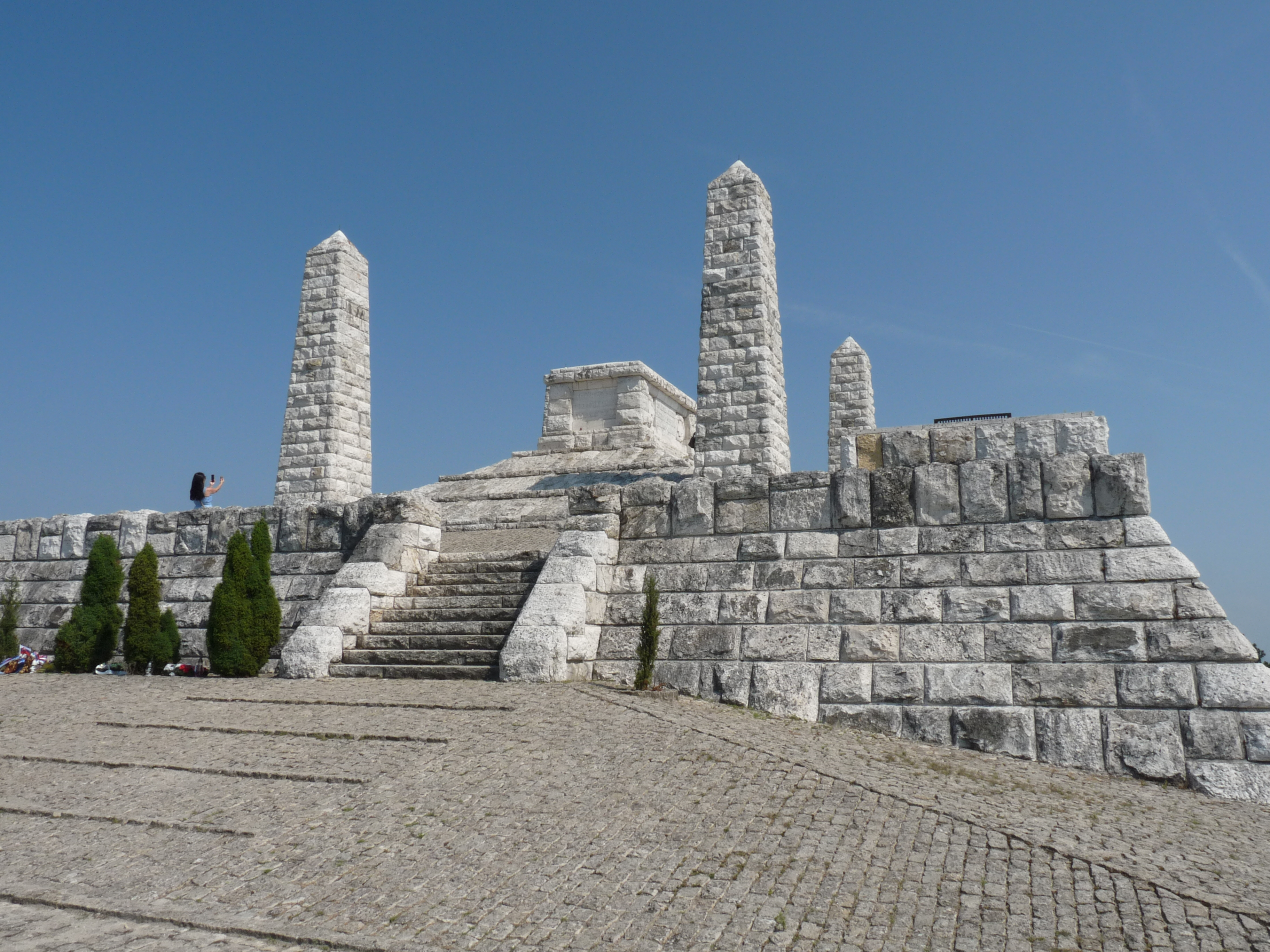
Bradlo - Štefánik Grabhügel
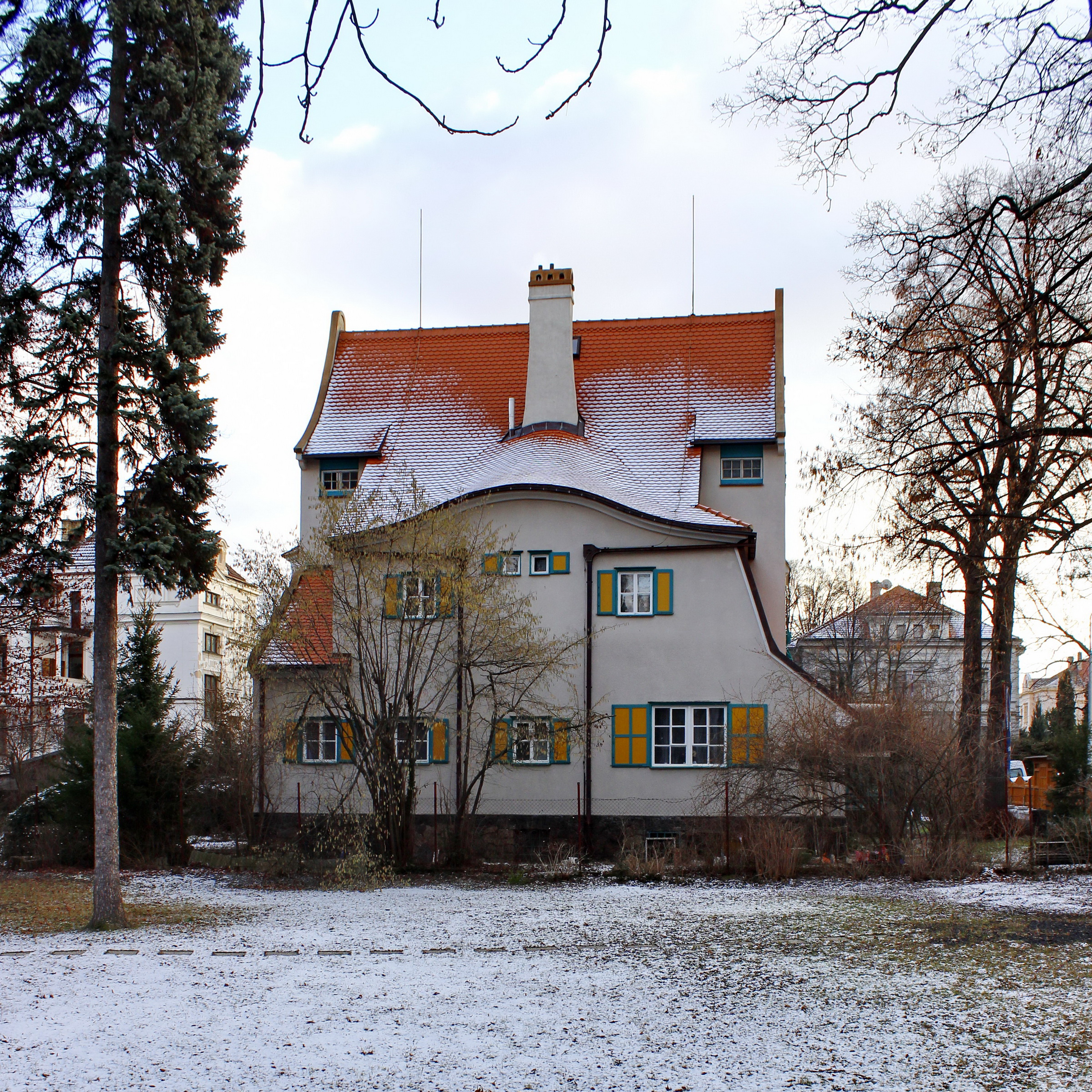
Prag - Dr.-Náhlovský-Villa, 1907–1908
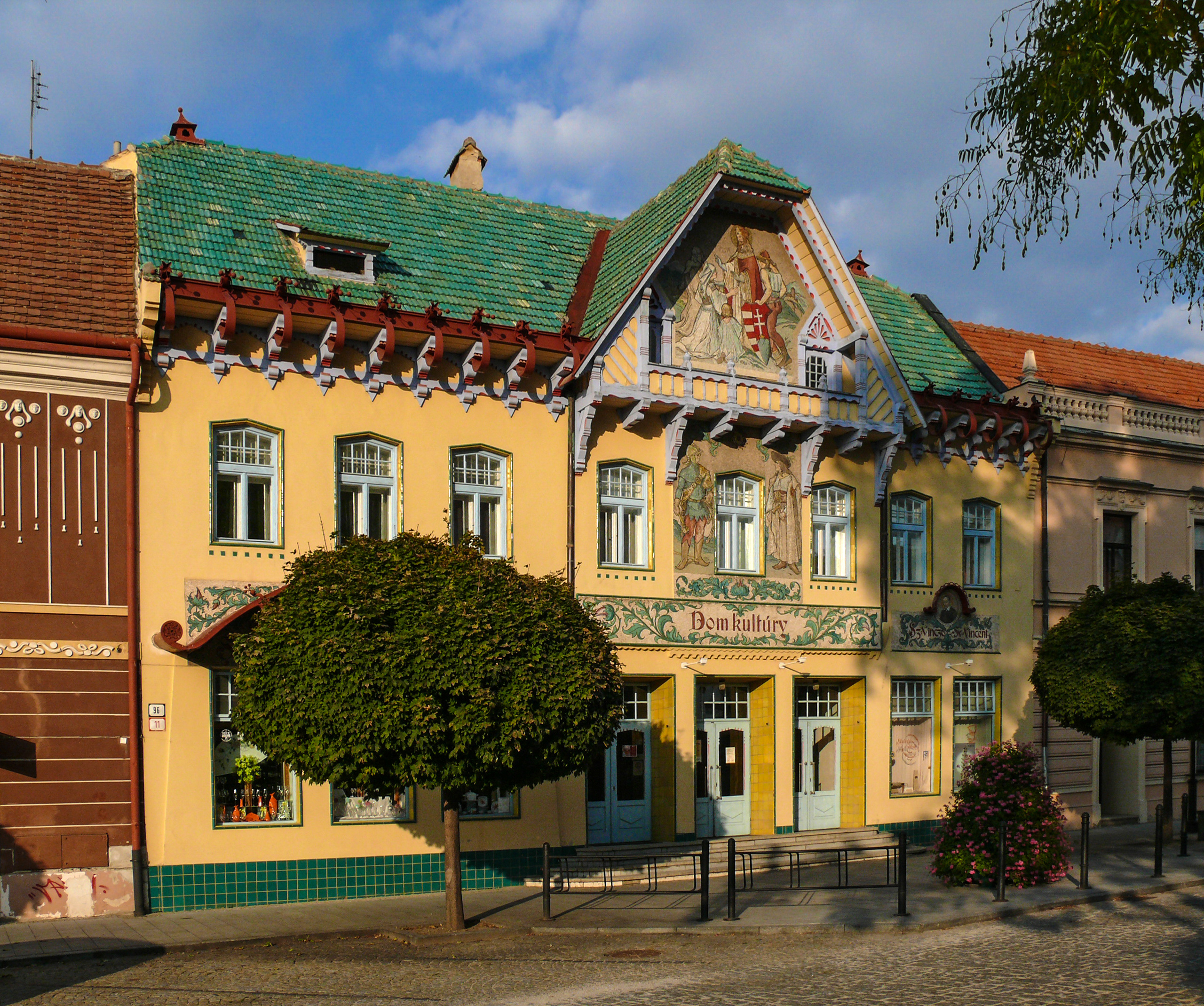
Skalica - Kulturhaus Spolkovy dom
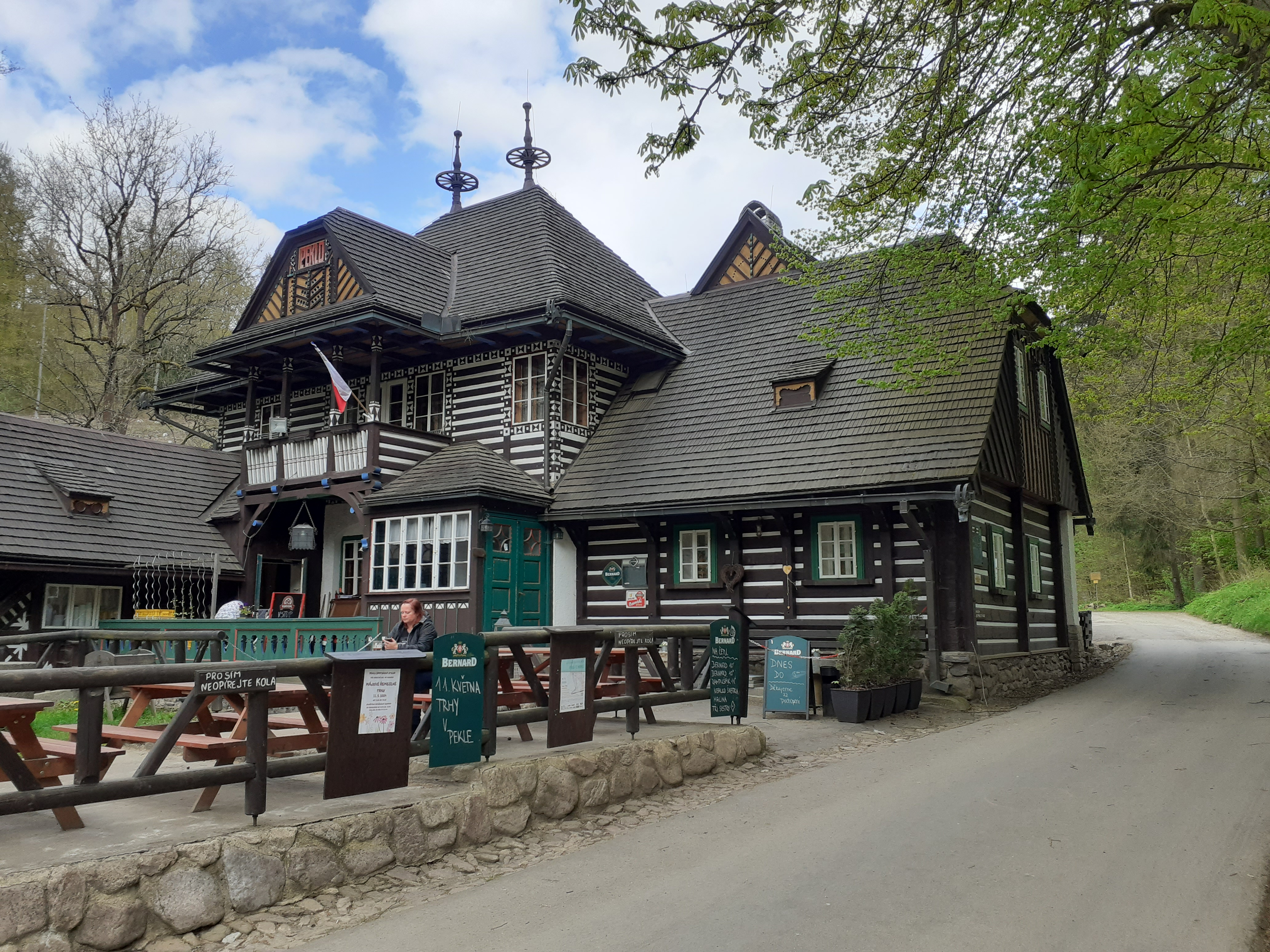
Bartoňova útulna Peklo (urspr. eine Mühle)